# Liste des routes d'État au Montana
Les routes d'État au Montana sont les routes entretenues par le Montana Department of Transportation (MDT) au Montana.
Les routes d'État sont primaires ou secondaires. La plupart des routes (autant primaires que secondaires) ont été désignées comme faisant partie du réseau national d'autoroutes.

## Liste des routes d'État primaires
| Numéro | Longueur (mi) | Longueur (km) | Terminus sud / ouest                             | Terminus nord / est                                   | Créée | Notes                                                                    |
| ------ | ------------- | ------------- | ------------------------------------------------ | ----------------------------------------------------- | ----- | ------------------------------------------------------------------------ |
| MT 1   | 63,65         | 102,44        | I-90 à Opportunity                               | I-90 à Drummond                                       | 1922  |                                                                          |
| MT 2   | 63,24         | 101,78        | I-90 à Butte                                     | I-90 à Three Forks                                    | —     |                                                                          |
| MT 3   | 221,77        | 356,90        | I-90 à Billings                                  | I-15 / US 89 à Great Falls                            | —     |                                                                          |
| MT 5   | 65,57         | 105,53        | MT 13 à Scobey                                   | ND 5 à la frontière du Dakota du Nord à Westby        | —     |                                                                          |
| MT 7   | 80,59         | 129,69        | S-323 à Ekalaka                                  | I-94 à Wibaux                                         | 1930  |                                                                          |
| MT 13  | 112,51        | 181,06        | MT 200 à Circle                                  | Hwy 36 à la frontière canadienne près de Scobey       | —     |                                                                          |
| MT 16  | 152,37        | 245,22        | I-94 Bus. à Glendive                             | Hwy 6 à la frontière canadienne près de Raymond       | —     |                                                                          |
| MT 17  | 14,08         | 22,66         | US 89 près de Kennedy Creek                      | Hwy 6 à la frontière canadienne près de Babb          | —     |                                                                          |
| MT 19  | 21,48         | 34,57         | US 87 / MT 200 près de Grass Range               | US 191 près de Roy                                    | —     |                                                                          |
| MT 21  | 20,78         | 33,44         | US 287 près d'Augusta                            | MT 200 à Simms                                        | —     |                                                                          |
| MT 23  | 7,53          | 12,11         | MT 16 / MT 200 près de Sidney                    | ND 68 à la frontière du Dakota du Nord près de Sidney | —     |                                                                          |
| MT 24  | 134,10        | 215,81        | MT 200 près de Brockway                          | Hwy 2 à la frontière canadienne près d'Opheim         | —     |                                                                          |
| MT 25  | 5,80          | 9,33          | US 2 à Wolf Point                                | MT 13 à Bridge Park                                   | 1994  |                                                                          |
| MT 28  | 46,73         | 75,21         | MT 200 près de Plains                            | US 93 à Elmo                                          | 1924  |                                                                          |
| MT 35  | 50,67         | 81,54         | US 93 à Polson                                   | US 2 à Evergreen                                      | —     |                                                                          |
| MT 37  | 67,05         | 107,90        | US 2 à Libby                                     | US 93 à Eureka                                        | —     |                                                                          |
| MT 38  | 53,84         | 86,64         | US 93 à Grantsdale                               | MT 1 à Porters Corner                                 | 1924  | Skalkaho Highway                                                         |
| MT 39  | 51,16         | 82,34         | US 212 à Lame Deer                               | Old Hwy 10 près de Forsyth                            | 1977  |                                                                          |
| MT 40  | 4,51          | 7,25          | US 93 près de Whitefish                          | US 2 près de Columbia Falls                           | —     |                                                                          |
| MT 41  | 54,51         | 87,73         | I-15 Bus. à Dillon                               | MT 2 à Vendome Station                                | —     |                                                                          |
| MT 42  | 2,89          | 4,65          | MT 24 près de Glasgow                            | US 2 près de Glasgow                                  | 1994  |                                                                          |
| MT 43  | 77,46         | 124,66        | US 93 à Lost Trail Pass                          | I-15 près de Divide                                   | —     | Dernier mile près du terminus ouest avec la US 93 se trouve en Idaho.    |
| MT 44  | 28,39         | 45,69         | US 93 près de Dupuyer                            | I-15 près de Valier                                   | —     |                                                                          |
| MT 47  | 31,44         | 50,59         | I-90 à Hardin                                    | I-94 près de Custer                                   | —     |                                                                          |
| MT 48  | 6,84          | 11,01         | MT 1 près d'Anaconda                             | I-90 près de Warm Springs                             | —     |                                                                          |
| MT 49  | 11,73         | 18,88         | US 2 à East Glacier Park                         | US 89 près de Kiowa                                   | —     |                                                                          |
| MT 55  | 13,00         | 20,92         | MT 41 près de Silver Star                        | I-90 à Whitehall                                      | —     |                                                                          |
| MT 56  | 34,65         | 55,76         | MT 200 près de Noxon                             | US 2 près de Troy                                     | 1977  |                                                                          |
| MT 59  | 195,39        | 314,45        | WYO 59 à la frontière du Wyoming près de Biddle  | MT 200 à Jordan                                       | —     |                                                                          |
| MT 64  | 9,04          | 14,55         | Big Sky Resort                                   | US 191 près de Big Sky Resort                         | —     |                                                                          |
| MT 66  | 50,02         | 80,50         | US 191 près de Landusky                          | US 2 à Fort Belknap                                   | —     |                                                                          |
| MT 67  | 1,76          | 2,82          | US 2 à Shelby                                    | I-15 à Shelby                                         | —     |                                                                          |
| MT 68  | 1,49          | 2,40          | I-15 près de Cascade                             | I-15 près de Cascade                                  | —     |                                                                          |
| MT 69  | 38,40         | 61,79         | MT 55 à Whitehall                                | I-15 à Boulder                                        | —     |                                                                          |
| MT 72  | 21,41         | 34,45         | WYO 120 à la frontière du Wyoming près de Belfry | US 310 près de Bridger                                | 1977  |                                                                          |
| MT 77  | 1,99          | 3,20          | Hot Springs                                      | MT 28 près de Hot Springs                             | 1977  |                                                                          |
| MT 78  | 47,71         | 76,79         | US 212 à Red Lodge                               | I-90 à Columbus                                       | 1977  |                                                                          |
| MT 80  | 67,17         | 108,10        | US 87 à Stanford                                 | US 87 à Fort Benton                                   | —     |                                                                          |
| MT 81  | 42,45         | 68,31         | MT 80 près de Coffee Creek                       | US 191 à Brooks                                       | —     |                                                                          |
| MT 82  | 6,86          | 11,04         | US 93 près de Somers                             | MT 35 près de Bigfork                                 | 1977  |                                                                          |
| MT 83  | 91,12         | 146,64        | MT 200 à Clearwater Junction                     | MT 35 près de Bigfork                                 | 1977  |                                                                          |
| MT 84  | 28,90         | 46,52         | US 287 à Norris                                  | US 191 / MT 85 près de Four Corners                   | —     |                                                                          |
| MT 85  | 6,70          | 10,79         | US 191 / MT 84 près de Four Corners              | I-90 à Belgrade                                       | —     |                                                                          |
| MT 86  | 37,50         | 60,35         | US 191 / I-90 Bus. à Bozeman                     | US 89 près de Wilsall                                 | —     |                                                                          |
| MT 87  | 8,57          | 13,79         | SH 87 à la frontière de l'Idaho                  | US 287 près de Quake Lake                             | 1987  |                                                                          |
| MT 117 | 13,14         | 21,14         | MT 24 à Fort Peck                                | US 2 à Nashua                                         | —     |                                                                          |
| MT 135 | 21,55         | 34,68         | I-90 à St. Regis                                 | MT 200 près de Paradise                               | 1977  |                                                                          |
| MT 141 | 32,47         | 52,25         | US 12 à Avon                                     | MT 200 près de Helmville                              | 1977  |                                                                          |
| MT 200 | 706,62        | 1 137,20      | SH 200 à la frontière de l'Idaho près de Heron   | ND 200 à la frontière du Dakota du Nord à Fairview    | 1967  | Plus longue route d'état au Montana et plus longue route d'état au pays. |
| MT 287 | 48,822        | 78,57         | MT 41 à Twin Bridges                             | US 287 à Ennis                                        | —     |                                                                          |
|        |               |               |                                                  |                                                       |       |                                                                          |

## Routes d'état secondaires
Le réseau de routes secondaires a été créé en 1942 mais ces routes n'ont été identifiées qu'à partir des années 1960. Ces routes sont numérotées "S-nnn". Les numéros de route supérieurs à 201 sont, avec certaines exceptions, exclusivement des routes secondaires.